# Sar Marang
Sar Marang (persiska: سر مرنگ) är en ort i Iran.   Den ligger i provinsen Lorestan, i den västra delen av landet, 400 km sydväst om huvudstaden Teheran. Sar Marang ligger 1 534 meter över havet och antalet invånare är 202.
Terrängen runt Sar Marang är kuperad.Runt Sar Marang är det ganska tätbefolkat, med 58 invånare per kvadratkilometer. Närmaste större samhälle är Meleh Khān, 12,4 km nordost om Sar Marang. Omgivningarna runt Sar Marang är i huvudsak ett öppet busklandskap.